# Шоу Трейси Ульман
Шоу Трейси Ульман — еженедельное американское телевизионное шоу, созданное британским комиком и певицей Трейси Ульман, выходившее на канале FOX с 5 апреля 1987 по 26 мая 1990 года. Каждая серия представляла собой небольшой скетч с музыкальными номерами, поставленными хореографом Полой Абдул. В рамках данного шоу впервые появились персонажи мультсериала «Симпсоны». Шоу Трейси Ульман — первый продукт, произведённый Gracie Films совместно с 20th Century Fox.

## История
К 1980-м, знаменитый телевизионный продюсер, Джеймс Брукс, создатель «Шоу Мэри Тайлер Мур», «Такси» и «Роды», оставил телеиндустрию с целью создания своего фильма. После того, как его фильм «Слова нежности» получил Оскара, к Бруксу посыпались видеозаписи от агента Трейси Ульман в Лос-Анджелесе, надеясь привлечь его внимание. Ульман была уже известна на своей родине в Англии и имела множество предложений сниматься в США, но ни одно из шоу её не удовлетворяло: «Они все были с поучительными историями в конце». Брукс взял Ульман потому, что видел перспективы молодой британской певицы, а также потому, что хотел вернуться в телеиндустрию.
В России передача выходила в виде сериала «Такая разная Трейси» по субботам на канале ТНТ.

## Актёры
- Дэн Кастелланета
- Джулия Кавнер (1-3 сезоны)
- Анна Левайн (3 сезон)
- Джозеф Мэлон
- Сэм Макмюррей
- Трейси Ульман
- Нэнси Картрайт (1-3 сезоны)
- Ярдли Смит (1-3 сезоны)